# Fuel (Journal)
Fuel ist eine wissenschaftliche Fachzeitschrift, die halbmonatlich im Peer-Review-Verfahren bei Elsevier erscheint. Die Zeitschrift behandelt Themen mit Bezug zu Brennstoffen und Energiequellen und erschien erstmals 1922. Bis 1947 lautete ihr Titel Fuel in Science and Practice (abgekürzt Fuel Sci. Pract.). Veröffentlicht werden Beiträge über Brennstoffzellen, Koks, die Erzeugung und Nutzung von Wasserstoff, Öle und Gase, Synthetische Kraftstoffe, Biokraftstoffe, nachhaltige Kraftstoffe, Erdgas und Erdöl, Ersatzbrennstoffe und die CO2-Abscheidung und -Speicherung. Der Impact Factor der Zeitschrift lag 2023 bei 6,7. Chefredakteur ist Bill Nimmo von der University of Sheffield.